# عمر عبدالقادر
عمر عبدالقادر (انگلیسی: Omer Abdelqader؛ زادهٔ ۱ اکتبر ۱۹۸۳) بازیکن بسکتبال اهل قطر است.
از باشگاه‌هایی که در آن بازی کرده‌است می‌توان به باشگاه ورزشی القطر اشاره کرد.